# Công quốc Trinidad
Công quốc Trinidad là một quốc gia không được công nhận tồn tại trong thời gian ngắn được tuyên bố vào năm 1893 khi James Harden-Hickey người Mỹ tuyên bố chủ quyền Đảo Trindade không có người ở ở Nam Đại Tây Dương. Ông tự xưng là James I, Hoàng tử của Trinidad, và có ý định để quần đảo trở thành một chế độ độc tài quân sự dưới sự lãnh đạo của ông. Anh và Brazil sau đó đã nổ ra tranh cãi về lãnh thổ, và nó trên thực tế được công nhận là một phần của bang Espírito Santo ở đông nam Brazil.

## Tên gọi
Tên ban đầu của hòn đảo, Trindade, trong tiếng Bồ Đào Nha có nghĩa là "Ba Ngôi"; Trinidad là từ mang ý nghĩa tương tự trong tiếng Tây Ban Nha. Không rõ tại sao Harden-Hickley lại chọn dịch tên từ tiếng Bồ Đào Nha sang tiếng Tây Ban Nha, thay vì tiếng Anh.Trước đó, Đảo Ascension gần đó đã được đổi tên từ tên tiếng Bồ Đào Nha ban đầu là Ascensão khi nó được chuyển giao cho người Anh.

## Lịch sử

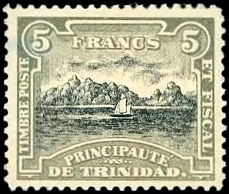
Tem của Công quốc Trinidad, 1893

Trong khi đi du lịch đến Tây Tạng trước khi kết hôn, Harden-Hickey để ý đến hòn đảo nhỏ bé Trindade ở Nam Đại Tây Dương, chưa từng được bất kỳ quốc gia nào tuyên bố chủ quyền và về mặt pháp lý. Năm 1893, với mong muốn có một quốc gia độc lập, nơi ông có thể phục vụ với tư cách là người cai trị nó, ông đã tuyên bố chủ quyền hòn đảo và tự xưng là James I, Hoàng tử của Trinidad.
Ông đã thiết kế tem bưu chính, quốc kỳ và quốc huy, và thiết lập một đội quân hiệp sĩ, Thập tự giá của Trinidad. Ông mua một chiếc xe hơi để vận chuyển những người từ thuộc địa đến, bổ nhiệm M. Le Comte De la Boissiere làm Ngoại trưởng, và mở văn phòng lãnh sự tại 217 West 36th Street ở Thành phố New York. Ông đã phát hành trái phiếu chính phủ để tài trợ cho việc xây dựng cơ sở hạ tầng trên đảo.
Vào tháng 7 năm 1895, người Anh đã cố gắng chiếm giữ hòn đảo, dựa trên tuyên bố của họ vào chuyến thăm năm 1700 của nhà thiên văn học người Anh Edmund Halley. Người Anh dự định sử dụng hòn đảo này như một trạm truyền hình cáp điện báo. Tuy nhiên, các nỗ lực ngoại giao của Brazil, cùng với sự hỗ trợ của Bồ Đào Nha, đã thúc đẩy một yêu sách thành công về chủ quyền của Brazil, dựa trên việc phát hiện ra hòn đảo vào năm 1502 bởi các nhà hàng hải Bồ Đào Nha.
Để chứng tỏ chủ quyền đối với hòn đảo, bang Espírito Santo, nơi đã tuyên bố chủ quyền với hòn đảo, đã xây dựng một cột mốc vào ngày 24 tháng 1 năm 1897.

### Ngày nay
Ngày nay, Brazil đánh dấu sự hiện diện của mình trên đảo bằng căn cứ Hải quân Brazil thường trực trên đảo chính.